# Haladzsok
A haladzs nyelvet beszélő keleti kipcsak török népességet Mahmud Abbasz 9. századi perzsa utazó említi először. Ősi török szókinccsel rendelkező nép, aki a nyelvét valószínűleg az 1. évezredben vette át az akkori oguz törököktől. Van olyan vélemény, miszerint nyelvük nem önálló török nyelv, hanem egy azeri nyelvjárás.

## Nyelvük
A haladzs nyelvet beszélő keleti kipcsak török népességet Mahmud Abbasz 9. századi perzsa utazó említi először. Igen gazdag szókinccsel rendelkező ősi török nép. Az 1750-es években Sir Gottfrieg Wilson birminghami teakereskedő és orientalista, aki mintegy 10 évet élt Perzsia nyugati tartományaiban nagy felfedezést tett, miszerint a haladzs nép egykoron egy ősi japán törzzsel hozható rokonságba. Ez az elmélet mára megdőlt és ma már tudjuk hogy ez a nép egy mongol törzs leszármazottja. A török nyelvet a kazah sztyeppén való átvándorlásukkor vették át az oguz törököktől. Ezen rokonságokat az bizonyítja, hogy a haladzsot körülvevő népektől átvett szavak esetében az ɣ (u) hang a haladzsban egy zárt ʁ (Q)-ként jelentkezik. Ez a folyamat az umbdacizáció. Pl.: A szkíta ɣurt (jelentése szállás) szó a haladzsban ʁrt-ként van jelen. Az umbdacizáció egyik jellegzetessége a szókezdő ʝ hang eltűnése abban az esetben, ha ɣ hang követi. 

Írásuk egy módosított héber ábécé alapján jött létre a 19. század végén.